# Simele
Simele (Koerdisch: سێمێل / Sêmêl; Arabisch: سميل; Syrisch: ܣܡܠܐ) is een stad in het noordelijke deel van Irak, gelegen in het gouvernement Duhok binnen de Koerdische Autonome Regio. De stad ligt ongeveer 14 kilometer ten westen van Duhok-stad aan de hoofdweg naar Turkije.

## Geschiedenis
Simele werd voornamelijk bevolkt door Armeniërs en Assyriërs die hun toevlucht zochten in Irak na de Armeense- en Assyrische Genocides begin 20e eeuw. In augustus 1933 vond in en rond de stad de Genocide van Simele plaats, waarbij naar schatting tussen de 3.000 en 6.000 Assyriërs werden vermoord door het Koninklijk Iraaks Leger, geleid door Bakr Sidqi. Deze gebeurtenis wordt gezien als een van de eerste moderne genocides van de 20e eeuw en heeft de Genocideconventie van de VN beïnvloed.

## Bevolking
In 2011 telde Simele 635 Assyriërs, waarvan ongeveer de helft behoort tot de Assyrische Kerk van het Oosten. De meerderheid van de bevolking is tegenwoordig Koerdisch, met daarnaast een kleine Armeense gemeenschap. Historisch gezien was de dominante Assyrische stam in Simele de Baz-stam.